# Goljanowzi
Goljanowzi (auch Golyanovtsi geschrieben, bulgarisch Голяновци) ist ein Dorf in der Gemeinde Kostinbrod in Westbulgarien. Seine Einwohnerzahl beträgt 477.

## Geografie
Das Dorf liegt im nordwestlichen Teil des Sofioter Talkessels, 15 km entfernt von Sofia. Das Zentrum der Gemeinde, die Stadt Kostinbrod, liegt nur zwei Kilometer entfernt.

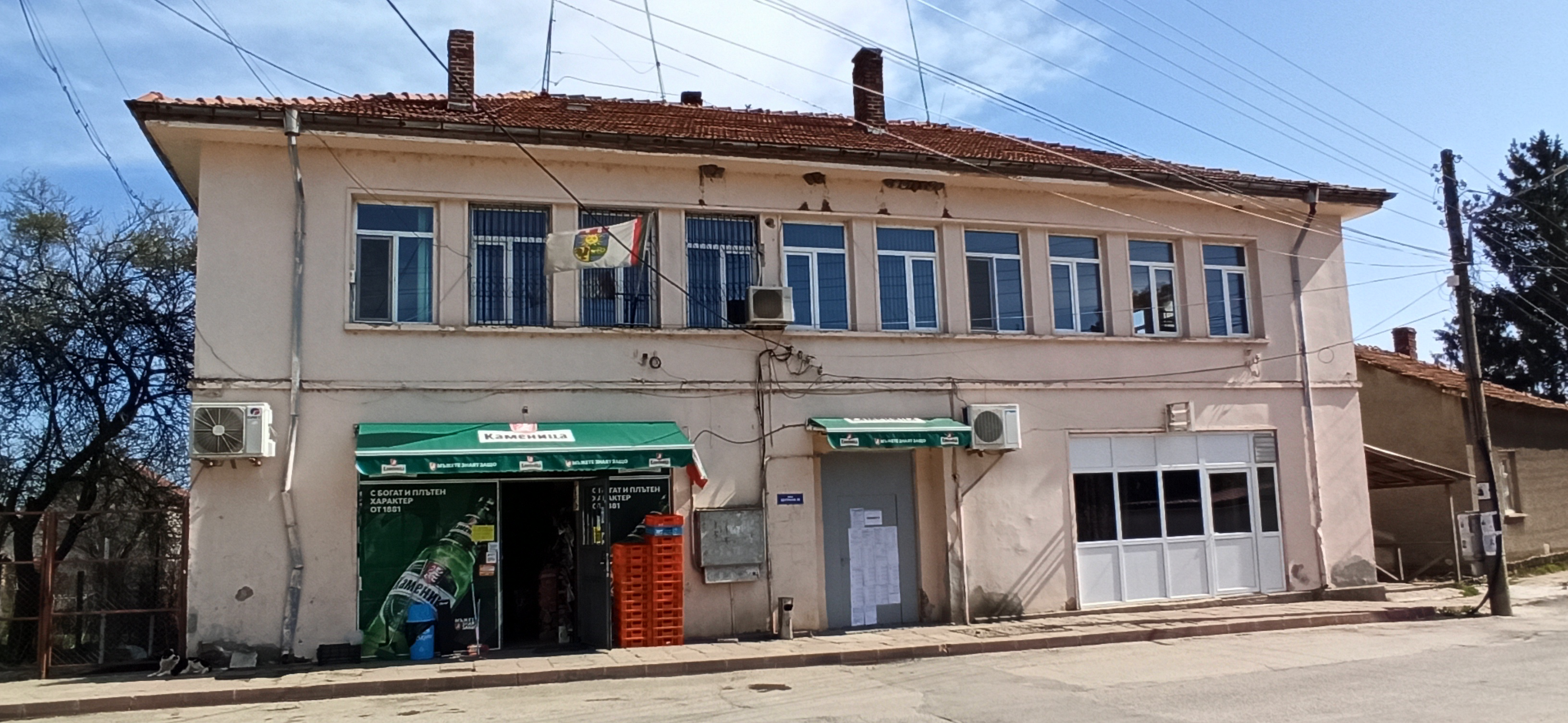
Rathaus des Dorfes

## Geschichte
Das Dorf wird im 15. Jahrhundert erstmals in osmanischen Registern genannt. Dort wird es als Golyanovche bezeichnet.
1875 wurde die Schule in Kostinbrod hierher verlegt.